# 彰北區
彰北區為民國三十四年（1945年）的舊省轄市彰化市行政區之一。

## 行政區
- 彰北區共有25里[2]：
- 中和里、平安里、光華里、府前里、永福里、大成里、卦山里、中山里、龍山里、萬安里、
- 文化里、中正里、開元里、長興里、成德里、長壽里、仁壽里、民生里、下廍里、新華里、
- 新興里、興北里、興南里、信義里、光復里